# Jean Logeling

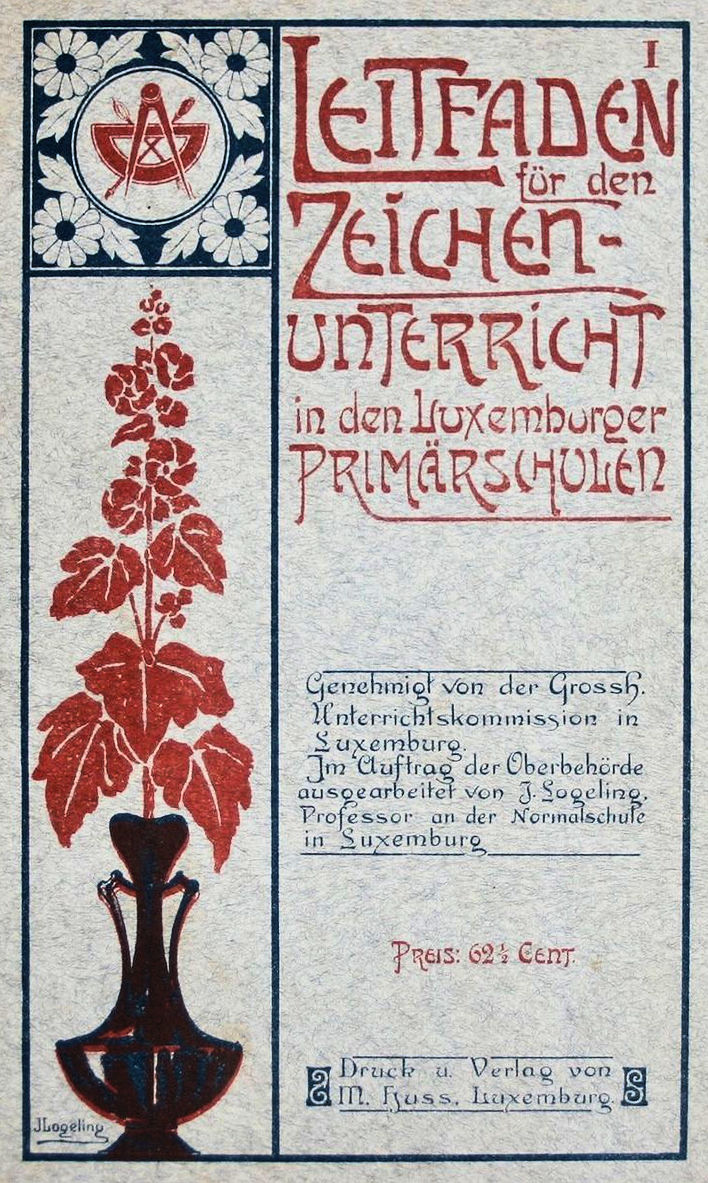
Leitfaden für den Zeichenunterricht in den Luxemburger Primärschulen

Johann (Jean) Logeling (Wiltz, 26 september 1868 – Luxemburg-Stad, 27 juni 1930) was een Luxemburgs onderwijzer, kunstschilder en auteur.

## Leven en werk
Jean Logeling was een zoon van meestermetselaar Johann (Jean) Logeling sr. en Maria Mertens. Hij werd aan de Normaalschool opgeleid tot onderwijzer en gaf les in Wanseler en Wiltz. Na zijn studie aan de Parijse École des arts décoratifs,  kreeg hij in 1868 een aanstelling als tekenleraar (maître de dessin) en in 1905 als professeur de dessin aan de Normaalschool. Hij stond aan de wieg van de hervorming van het tekenonderwijs in Luxemburg. In opdracht van de Luxemburgse regering schreef Logeling in 1902 Leitfaden für den Zeichenunterricht in den Primär- und Oberprimärschulen des Luxemburger Landes, een lesboek voor het tekenonderwijs. Later volgden aparte delen voor 'Primärschulen' (1906), 'Oberprimärschulen' (1908) en 'Fortbildungsschule' (1908).
Hij sloot zich als schilder aan bij de kunstenaarsvereniging Cercle Artistique de Luxembourg en nam van 1902 tot 1909 deel aan de jaarlijkse salons. Hij was in 1911 initiatiefnemer en tot zijn overlijden de eerste voorzitter van Art à l'école, een nog bestaande vereniging die zich inzet voor het ontwikkelen van een artistieke en esthetische geest bij scholieren en het adviseren over en aanbieden van artistieke activiteiten. Hij had diverse andere nevenfuncties: hij onder meer lid van de propagandacommissie van het Rode Kruis, lid van de vakantiekampcommissie, secretaris-generaal van de Lique contre la tuberculose en vanaf 1915 secretaris van de administratieve commissie van de penitentiaire inrichtingen in Luxemburg. Naar Amerikaans voorbeeld voerde hij eind jaren 20 de Moederdag in het groothertogdom in.
Jean Logeling werd benoemd tot Officier de l'Instruction publique (1913), ridder in de Orde van de Eikenkroon (1923) en ridder in het Legioen van Eer (1924). Hij overleed op 61-jarige leeftijd aan een beroerte en werd begraven op de Cimetière Notre-Dame in Limpertsberg.

## Publicaties
- 1902 Leitfaden für den Zeichenunterricht in den Primär- und Oberprimärschulen des Luxemburger Landes.
- 1906 Leitfaden für den Zeichenunterricht in den Luxemburger Primärschulen.
- 1908 Leitfaden für den Zeichenunterricht in den Luxemburger Oberprimärschulen.
- 1909  Leitfaden für die Luxemburger Fortbildungsschule.